# Udemy
Udemy，中文名优领思，是美国一家面向成人和学生的大规模开放在线课堂提供商。它由Eren Bali、Gagan Biyani和Oktay Caglar于2010年5月创辦。Udemy的总部位于加利福尼亚州旧金山。Udemy允许讲师就自己喜欢的主题建立相關的在线课程。他们可以上传影片、Microsoft PowerPoint演示文稿、可移植文档格式、音频、ZIP格式文件到Udemy網站上。 讲师还可以通过在线讨论板与用户进行互动和交流。讲师可以選擇是否對自己在Udemy上開設的课程進行收費。
Udemy的使命是通過學習改善生活，是世界上最大的在線學習目的地，它可以幫助學生，企業和政府掌握在當今經濟中競爭所需的技能。 4000萬學生正在從70,000名專業講師那裡掌握新技能，他們教授的課程超過155,000個，涉及從編程和數據科學到領導力和團隊建設的在線課程。對於公司而言，Udemy for Business提供了一個員工培訓和開發平台，可以訂閱8,500多種課程，學習分析以及託管和分發自己的內容的能力。 Udemy for Government旨在提高工人的技能並為明天的工作做好準備。 80％的《財富》 100強公司信任Udemy進行員工技能提升
2021年10月5日，提供用戶生成課程的在線教育市場的Udemy週二向美國證券交易委員會提交了IPO申請，以通過首次公開募股籌集高達 1 億美元的資金。 Udemy計劃在納斯達克上市，股票代碼為 UDMY。 Udemy 於 2021 年 5 月 26 日秘密提交了申請。 Morgan Stanley, J.P. Morgan, Citigroup, BofA Securities, Jefferies, and Truist Securities是該交易的聯合賬簿管理人。沒有披露定價條款。